# Escudo de Bellcaire
El escudo de armas de Bellcaire es un símbolo del municipio español de Bellcaire, oficialmente Bellcaire d'Empordà, y se describe, según la terminología precisa de la heráldica, por el siguiente blasón:

«Escudo embaldosado: de sinople, un castillo abierto de plata; la campaña partida: 1º fajado ondado de plata y de azur, y 2º fajado de oro y de gules. Al timbre, una corona de pueblo.»

## Diseño
La composición del escudo está formada sobre un fondo en forma de cuadrado apoyado sobre una de sus aristas, llamado escudo de ciudad o escudo embaldosado, según la configuración difundida en Cataluña al haber sido adoptada por la administración en sus especificaciones para el diseño oficial de los municipios de las entidades locales, de color verde intenso (sinople). Como carga principal aparece una representación heráldica de un castillo, almenado, con sus tres torres, siendo la del medio, también llamada torre del homenaje, más alta que el resto de color blanco o gris claro (plata, también llamado argén) con las puertas y ventanas del mismo color que el fondo (abierto). El tercio inferior del escudo (campaña) está dividida verticalmente (partida). La primera parte, está formada por una composición de 6 franjas horizontales en forma de ondas (fajado ondado), primero en blanco y después en azul (azur), alternando estos colores y comenzando desde arriba (plata y azur). La otra parte de la campaña, está formada por una composidicón de 6 franjas horizontales (fajado), primero en amarillo intenso y después rojo, alternando estos colores y comenzando desde arriba (oro y gules).
El escudo está acompañado en la parte superior de un timbre en forma de corona mural, que es la adoptada por la Generalidad de Cataluña para timbrar genéricamente a los escudos de los municipios. En este caso, se trata de una corona mural de pueblo, que básicamente es un lienzo de muralla amarillo (oro) con puertas y ventanas en negro (cerrado de sable), con cuatro torres almenadas, tres de ellas vistas.

## Historia

Escudo de armas del condado de Ampurias.

El ayuntamiento inició el expediente de adopción del escudo heráldico el 27 de enero de 2006. El blasón fue aprobado por el Ayuntamiento el 26 de noviembre de 2009. El Instituto de Estudios Catalanes dictaminó favorablemente la propuesta del escudo el 18 de febrero de 2010 y fue publicado en el DOGC n.º 5.601 de 6 de abril de 2010.
El castillo es el señal tradicional, típico y característico del municipio y representa al castillo que había sido residencia de los condes de Ampurias (Empúries en catalán). Para diferenciarse del resto de escudos municipales con un castillo, incorpora un fajado ondado de plata y azur, en alusión al paso de la acequia del Molí por la localidad, y otro fajado de oro y de gules, armas de los condes de Ampurias.